# Trichostylum parvungulatum
Trichostylum parvungulatum är en tvåvingeart som beskrevs av Barraclough 1992. Trichostylum parvungulatum ingår i släktet Trichostylum och familjen parasitflugor. Inga underarter finns listade i Catalogue of Life.